# امیرآباد (سیمینه)
امیرآباد یک روستا در ایران است که در دهستان آختاچی شرقی شهرستان بوکان واقع شده‌است. امیرآباد ۱۴۰ نفر جمعیت دارد.